# Nørgaard
Nørgaard, auch Nørgård, ist ein dänischer, Wohnort-abgeleiteter Familienname mit der wörtlichen Bedeutung „nördlicher Bauernhof“. Daneben ist auch die Ableitung vom Vornamen Norgard bzw. Nørgård möglich.

## Namensträger
- Ann Grete Nørgaard (* 1983), dänische Handballspielerin
- Bjørn Nørgaard (* 1947), dänischer Bildhauer und Performancekünstler
- Christian Nørgaard (* 1994), dänischer Fußballspieler
- Claus Nørgaard (* 1979), dänischer Fußballtrainer
- Finn Nørgaard (1959–2015), dänischer Dokumentarfilmer
- Ivar Nørgaard (1922–2011), dänischer Politiker
- Kjeld Nørgaard (1938–2025), dänischer Schauspieler
- Lise Nørgaard (1917–2023), dänische Journalistin, Schriftstellerin und Drehbuchautorin
- Mona Nørgaard (* 1948), dänische Orientierungsläuferin
- Per Nørgård (1932–2025), dänischer Komponist
- Thomas Nørgaard (* 1983), dänischer Fußballtrainer